# 2003 QY90
2003 QY90, também escrito como 2003 QY90, é um objeto transnetuniano (TNO) que está localizado no cinturão de Kuiper, uma região do Sistema Solar. Ele é classificado como um cubewano. O mesmo possui uma magnitude absoluta de 6,4 e tem um diâmetro estimado com cerca de 81 km. Este corpo celeste é um sistema binário, o outro componente, o S/2003 (2003 QY90) 1, possui um diâmetro estimado em cerca de 80 km.

## Descoberta
2003 QY90 foi descoberto no dia 24 de agosto de 2003 pelo astrônomo Marc W. Buie através do Observatório de Cerro Tololo que está situado em La Serena, Chile.

## Órbita
A órbita de 2003 QY90 tem uma excentricidade de 0,056 e possui um semieixo maior de 42,583 UA. O seu periélio leva o mesmo a uma distância de 40,197 UA em relação ao Sol e seu afélio a 44,970 UA.